# Візит до Мінотавра (мінісеріал, 1987)
«Візит до Мінотавра» (рос. Визит к Минотавру) — радянський детективний 5-серійний мінісеріал режисера Ельдора Уразбаєва, знятий 1987 року за мотивами однойменного роману 1972 року братів Вайнерів.

## Літературне джерело і фільм
У 1968 скоєно реальну крадіжку у квартирі відомого скрипаля Давида Ойстраха. На щастя, малосвідомі крадії забрали тоді лише побутові речі, й не взяли коштовні скрипки, що мали значно більшу вартість. Брати Вайнери відштовхнулися від реальної події й створили у 1972 роман-детектив, де вивели, навпаки, досить свідомого крадія, що поцупив найдорожче у квартирі музиканта.
До створення сценарію залучили авторів роману. Пройшло майже 20 років з моменту написання книги, тому фільму судилися зміни та доповнення. Сценаристи пішли на них заради більшої виразності сцен, повнішого розкриття характеру персонажів, їхньої психології й мотивів дій, як зло-, так і доброчинних.
Прем'єра відбулась 9 листопада 1987 року, напередодні Дня міліції.
| | «Дами та священники поклоняються геніям, бо десниця їх освячена Господом» |
| — Автограф на фото Королеви Бельгії Елизавети із квартири Полякова, вірогідно особистий подарунок та комплімент таланту |                                                                           |

## Дві сюжетні лінії
|                                                         | У кожній людині глибоко захований свій власний маленький або великий Мінотавр. 3ашкарублий, лінивий, ненажерливий, жадібний... Та не дай Боже піддатися йому — він неодмінно зжере свого власника. А от Лев Іосифович [скрипаль, власник скрипки] його переміг. |
| — аспірантка Консерваторії про свого викладача, 1 серія | |

У фільмі відсутній Мінотавр як герой, він лише виникає в монологах персонажів як уособлення заздрості, чванливості та всього найгіршого, що здатне виїдати людину зсередини. Нема й лабіринту. Але слідчим мимоволі прийдеться блукати лабіринтами людських душ, аби зрозуміти причини злочину і віднайти унікальний музичний інструмент — скрипку «Санта Марія», майстра Антоніо Страдіварі, учня Ніколо Аматі.
|                                                  | Дві основні заповіді — запам'ятовувати та записувати докладно, та друга — не вступати в дискусії... Я Вас старше не тільки по посаді... і все одно багато чого не знаю. Тому коли мене вчать — я вчусь, а не ображаюсь, по крайній мірі стараюсь... По-моему, це єдина прийнятна програма для розумної людини... |
| — діалог слідчого Тихонова з помічницею, 1 серія | |

Кінострічка має дві сюжетні лінії: одна — детектив кінця 1980-х років, періоду кризи СРСР; друга — провінційна Італія 17 століття і майстри скрипок. Пограбована квартира відомого музиканта стала приводом для розслідування, адже йшлося про крадіжку надзвичайно коштовної речі — скрипки Страдіварі. Роль старого і мудрого, як філософ Сократ, майстра, Ніколо Аматі, доручили актору Ростиславові Плятту. Адже уславлений італійський майстер якраз навчався в Ніколо Аматі, але узяв від вчителя не тільки відданість своєму ремеслу, а й потяг до довершеності. Своєрідним кредо стають слова старого Аматі, звернуті до Страдіварі, і ще більше до глядача:
|                           | Скрипки не «роблять»! Роблять бочки й лавки. А скрипки — як хліб, виноград і дітей — народжують і вирощують. |
| — Аматі навчає Страдіварі | |

Багато чого з біографії Страдіварі не збережено. Це дало змогу авторам фільму окреслити головні події життя людини взагалі — навчання, одруження, стосунки в родині, конфлікти батьків і дітей, подяка вчителям, але акценти розставлені інакше, ніж в біографії. Радянські обмеження й утиски цензури не дозволили робити зйомки в Кремоні. Замість неї натурними декораціями став бароковий Костел Святих Іоанів у Вільнюсі (Литва).
Людські долі по різному відбиваються в стрічці. Це стосується як персонажів XVII, так і XX століть. Аматі не знатиме злиднів і помре уславленим майстром. Самовідданість Страдіварі дасть змогу створити унікальні інструменти, розбагатіти, але втратити синів, які оберуть шляхи работоргівлі чи церковного фанатизму.
Музичне виховання і служіння музиці теж не всіх виведе на праведний шлях. І ми побачимо різних колишніх учнів музичного вишу — від віртуоза скрипаля до злодійських бешкетників, здатних зрадити себе, своїх учителів, дійти до саморуйнування й духовної кризи.

## Мінотавр— Заздрість як двигун людських вчинків
Фільм мав декілька характерних персонажів, двигуном вчинків яких слугувала заздрість. Заздрісником Страдіварі виведено майстра Андреа Гварнері, що стане п'яницею. На достовірність художнього образа Гварнері грає й діалог зі своїм учнем. Той зауважує непослідовність скарг Андреа на Страдіварі й протиріччя в доказах. П'яному Гварнері дістане совісті визнати, що часто кричить не він сам, а випите вино, яке і спонукає скарги, нелогічні докори, ганебну поведінку.
Заздрість залишилася майже головним двигуном вчинків Іконнікова. Приховане змагання з Поляковим приведе Іконнікова до нападу заздрості до приятеля, який виграв конкурс, і зламає його музичну кар'єру вщент. Нездатність досягти висот в мистецтві і нездатність приборкати заздрість скалічить душу Іконнікова, що присвятить життя праці зі зміями, а потім доведе до духовної та фізичної смерті.
Своєрідну заздрість відчуває й злочинний Білаш до слідчого Тихонова, які майже рівні в могутності розуму. Але різнонаправлені вектори цієї розумності спонукають Тихонова охороняти мистецьке надбання (унікальну скрипку), а Білаша — викрасти її, плюндруючи й справедливість, і законність, і професійну гідність музиканта і громадянина.

## У ролях
- Сергій Шакуров — слідчий Тихонов Станіслав Павлович, також — Антоніо Страдіварі
- Ростислав Плятт — майстер Ніколо Аматі
- Валентин Нікулін — Андреа Гварнері, засновник династії скрипкових майстрів Гварнері, учень Аматі
- Микола Денисов — Джузеппе Гварнері, найвидатніший представник родини, прозваний за свій талант «дель Джезу» («від Ісуса»), духовний наступник Страдіварі
- Марина Левтова — перша дружина Страдіварі
- Володимир Самойлов — Уваров Володимир Іванович, прокурор
- Анна Каменкова — Лаврова Олена Сергіївна, помічниця Тихонова
- Олександр Філіпенко — Білаш Григорій Петрович, настройщик роялів
- Валентин Гафт — Іконніков Павло Петрович, співробітник серпентарія, колишній скрипаль
- Ніна Меньшикова — колишня дружина Іконнікова
- Наталя Арінбасарова — Марина Колеснікова, музикознавець
- Михайло Пуговкін — Мельник Степан Андрійович, майстер зі злодійського інструменту
- Юрій Мороз — Паоло, старший син Страдіварі
- Андрій Дубовський — син Страдіварі, майбутній єзуїт
- Юрій Катін-Ярцев — Трубіцин Микола Геогійович, скрипаль — вчитель Білаша
- Борис Сморчков — Силкін (в титрах В. Сморчков)
- Олександр Яковлєв — Яків Хрест, кримінальник
- Ніна Шацька — Алла Георгіївна, лікар-нарколог
- Лев Борисов — сусід Полякових, алкозалежний слюсар

## Знімальна група
- Автори сценарію — письменники Вайнер Аркадій Олександрович та Вайнер Георгій Олександрович
- Режисер — Ельдор Уразбаєв
- Оператор — Олександр Рибін
- Композитор — Едуард Артем'єв
- Художник-постановник — Сергій Серебреніков

## Відмінності від роману
У фільмі показана погоня за злочинцем (в книзі її не було), інакше звали закордонного покупця вкраденого інструмента.